# جرج باکینگهام
جرج باکینگهام (انگلیسی: George Villiers, 1st Duke of Buckingham; ۲۸ اوت ۱۵۹۲ – ۲۳ اوت ۱۶۲۸) سیاستمدار اهل بریتانیا بود. او فاووری و احتمالاً معشوق شاه انگلستان جیمز یکم بود. او با وجود بی‌کفایتی در امور نظامی از درباریان محبوب چارلز یکم، پادشاه انگلستان در سه سال اولیه حکومتش باقی ماند و در سال ۱۶۲۸ توسط یک افسر ناراضی ترور شد.